# Сабіт ібн Курра
Сабіт ібн Курра (Al-Ṣābiʾ Thābit ibn Qurrah al-Ḥarrānī (араб. ثابت بن قره, лат. Thebit/Thebith/Tebit); 826/836 — February 18, 901) — араб сабій, математик, лікар, астроном, і перекладач, який жив у Багдаді у другій половині IX століття за часів Аббасидського халіфату.
Ібн Курра зробив важливі відкриття в алгебрі, геометрії, і астрономії. В астрономії, Сабіт вважається одним з перших реформаторів геоцентризму, а в механіці він був засновником статики.

## Біографія
Сабіт народився у Харані (відомий як Харран, «перехід» на старій ассирійській мові) в Ассирії (сучасна Туреччина). Місто Харран ніколи не було повністю християнським, на відміну від решти Ассирії. До ранньої арабської епохи, люди Харрану ще дотримувалися культу Нанни. Сабіт і його учні жили в самому інтелектуально розвиненому і, мабуть, найбільшому місті того часу, Багдаді. Він самостійно займався математикою, астрономією, астрологією, магією, механікою, медициною, і філософією. Пізніше, покровителем Сабіта став Аббасидський халіф Абдуллах аль-Мутадід  (правив 892—902 рр.). Сабіт став близьким другом і придворним халіфа.
Сабіт помер у Багдаді. Після нього найбільш значним ім'ям серед сабіїв було Абу Абдаллах Мухаммед ібн Джабір Аль-Баттані. [джерело?]

## Переклади

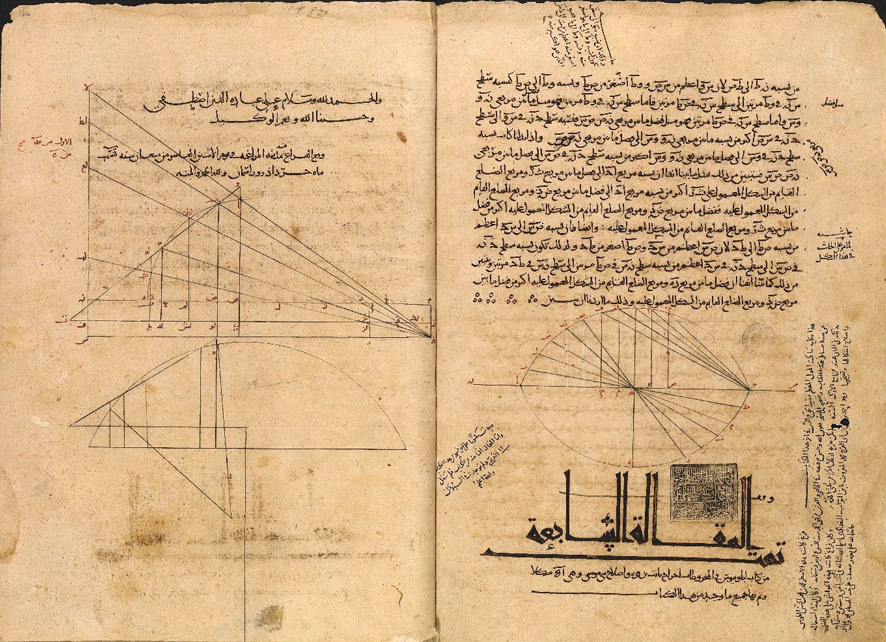
Pages from Thābit's Arabic translation of Apollonius' Conics

Рідною мовою Сабіта була сирійська, яка була східним арамейським діалектом Едеси, і він вільно володів грецькою та арабською мовами. Він переклав з грецької на арабську твори Аполлонія, Архімеда, Евкліда і Птолемея. Він переглянув переклад Евклідових начал Хунайна ібн Ісхака. Він також переробив переклади Хунайна Альмагеста Птолемея і переклав Географію Птолемея. Переклад Сабітом праці Архімеда, у якій була конструкція правильного семикутника, був виявлений у XX столітті, оригінал якої був загублений.

## Астрономія
Середньовічна астрономічна теорія трепету рівнодення часто приписується Сабіту. Але це вже було описано Теоном Александрійським в його зауваженнях до Підручних таблиць Птолемея. За словами Коперника, Сабіт визначив довжину зоряного року як 365 днів, 6 годин, 9 хвилин і 12 секунд (помилка в 2 секунди). Коперник взяв за основу свого твердження латинський текст, що приписується Сабіту. Сабіт опублікував свої спостереження про Сонце.

## Математика
У математиці, Сабіт знайшов рівняння для визначення дружніх чисел. Він також писав про теорію чисел, і розширив їх використання, щоб описати співвідношення між геометричними величинами, відкриття, яке не було зроблено греками.
Він відомий тим, що шукав вирішення шахової задачі, що включає експоненційну серію.
Він також описав теорему Піфагора.

## Фізика
У фізиці, Сабіт відкинув перипатетиків і фізику Арістотеля про «природне місце» для кожної стихії. Замість цього він запропонував теорію руху, в якій обидва рухи вгору і вниз обумовлені вагою, і що порядок Всесвіту є результатом двох конкуруючих полюсів: один з них є «між сублунаром і небесним елементами», а інший — «між усіма частинами кожного елемента окремо».

## Праці
Лише кілька робіт Сабіта збереглися в їх первісному вигляді.
- Про сектор-фігуру, що стосується теореми Менелая.[13]
- Про склад співвідношення[13]

## Епоніми
- Числа Сабіта
- Кратер Табіт[en]

## Довідники
1. ↑  Berry A. A Short History of Astronomy — London: John Murray, 1898.
2. ↑  Німецька національна бібліотека — 1912.
3. ↑  Encyclopædia Universalis — Encyclopædia Britannica, 1968.
4. ↑  Архів історії математики Мактьютор — 1994.
5. ↑  Bibliothèque nationale de France BNF: платформа відкритих даних — 2011.
6. ↑  https://books.google.cat/books?id=ndwsE1eJy3wC&pg=PP14 — С. xiv.
7. ↑  Latham, J. D. (2003). Review of Richard Lorch's 'Thabit ibn Qurran: On the Sector-Figure and Related Texts'. Journal of Semitic Studies. Oxford University Press. 48 (2): 401—403. doi:10.1093/jss/48.2.401.
8. 1 2  Holme, Audun (2010). Geometry : our cultural heritage (вид. 2nd). Heidelberg: Springer. с. 188. ISBN 3-642-14440-3.
9. ↑  editors, general; Lindberg, David C.; Numbers, Ronald L. (2001). The Cambridge history of science (вид. 1. publ.). Cambridge, U.K.: Cambridge University Press. с. 447. ISBN 978-0-521-59448-6. {{cite book}}: |access-date= вимагає |url= (довідка)
10. ↑  Masood, Ehsad (2009). Science and Islam A History. Icon Books Ltd. с. 48–49.
11. ↑  Aydin Sayili (Mar 1960). Thâbit ibn Qurra's Generalization of the Pythagorean Theorem. Isis. 51 (1): 35—37. doi:10.1086/348837. JSTOR 227603.
12. ↑  Mohammed Abattouy (2001). «Greek Mechanics in Arabic Context: Thabit ibn Qurra, al-Isfizarı and the Arabic Traditions of Aristotelian and Euclidean Mechanics», Science in Context 14, p. 205—206. Cambridge University Press.
13. 1 2  Van Brummelen, Glen (26 січня 2010). Review of "On the Sector-Figure and Related Texts". Mathematical Association of America. Архів оригіналу за 14 жовтня 2015. Процитовано 12 травня 2017.

## Для подальшого читання
- Francis J. Carmody: The astronomical works of Thābit b. Qurra. 262 pp. Berkeley and Los Angeles: University of California Press, 1960.
- Rashed, Roshdi (1996). Les Mathématiques Infinitésimales du IXe au XIe Siècle 1: Fondateurs et commentateurs: Banū Mūsā, Ibn Qurra, Ibn Sīnān, al-Khāzin, al-Qūhī, Ibn al-Samḥ, Ibn Hūd. London. Reviews: Seyyed Hossein Nasr (1998) in Isis 89 (1) pp. 112-113; Charles Burnett (1998) in Bulletin of the School of Oriental and African Studies, University of London 61 (2) p. 406.
- Churton, Tobias. The Golden Builders: Alchemists, Rosicrucians, and the First Freemasons. Barnes and Noble Publishing, 2006.
- Hakim S Ayub Ali. Zakhira-i Thābit ibn Qurra (preface by Hakim Syed Zillur Rahman), Aligarh, India, 1987.